# UFC 218
UFC 218: Holloway vs. Aldo var en MMA-gala som arrangerades av Ultimate Fighting Championship och ägde rum 2 december 2017 i Detroit i USA.

## Resultat
1. ↑  Titelmatch i fjädervikt.